# Кубок Феликса Богадо
Кубок Феликса Богадо (порт. Copa Félix Bogado) — футбольный турнир, нерегулярно проводившийся во второй половине XX веке. Участниками соревнования были сборные Аргентины и Парагвая. Всего было проведено 3 розыгрыша. В первом победу одержала Аргентина, в двух последующих победил Парагвай.

## Игры
| Год  | Дата       | Место проведения | Победитель | Счёт              | Проигравший |
| ---- | ---------- | ---------------- | ---------- | ----------------- | ----------- |
| 1976 | 26 февраля | Асунсьон         | Аргентина  | 3:2               | Парагвай    |
| 1976 | 28 апреля  | Буэнос-Айрес     | Аргентина  | 2:2               | Парагвай    |
| 1977 | 24 августа | Буэнос-Айрес     | Парагвай   | 1:2               | Аргентина   |
| 1977 | 31 августа | Асунсьон         | Парагвай   | 2:0 (3:1 по пен.) | Аргентина   |
| 1977 | 14 июля    | Буэнос-Айрес     | Парагвай   | 1:0               | Аргентина   |
| 1977 | 21 июля    | Асунсьон         | Парагвай   | 0:0               | Аргентина   |

## Матчи

### 1976
26 февраля
| Парагвай          | 2:3 (1:2) | Аргентина  | Дефенсорес дель Чако, Асунсьон Зрители: Судья: Эктор Ортис (Парагвай) |
| Акино 4' (с пен.) |           | 11' Скотта | Дефенсорес дель Чако, Асунсьон Зрители: Судья: Эктор Ортис (Парагвай) |
| Баэс 53'          |           | 38' Скотта |                                                                       |
|                   |           | 52' Скотта |                                                                       |

28 апреля
| Аргентина  | 2:2 (0:0) | Парагвай           | Хосе Амальфитани, Буэнос-Айрес Зрители: Судья: Анхель Коэрецца (Аргентина) |
| Кемпес 48' |           | 70' Риверос        | Хосе Амальфитани, Буэнос-Айрес Зрители: Судья: Анхель Коэрецца (Аргентина) |
| Кемпес 50' |           | 72' Акино (с пен.) |                                                                            |

### 1977
24 августа
| Аргентина | 2:1 | Парагвай  | Бомбонера, Буэнос-Айрес Зрители: Судья: |
| Ортис '   |     | ' Эскобар | Бомбонера, Буэнос-Айрес Зрители: Судья: |
| Луке '    |     |           |                                         |

31 августа
| Парагвай          | 2:0 (3:1 по пен.) | Аргентина | Дефенсорес дель Чако, Асунсьон Зрители: Судья: |
| Тарантини ' (аг.) |                   |           | Дефенсорес дель Чако, Асунсьон Зрители: Судья: |
| ? '               |                   |           |                                                |

1. ↑  По другой версии[4] гол забил Луке

### 1983
15 июля
| Парагвай     | 1:0 (0:0) | Аргентина | Дефенсорес дель Чако, Асунсьон Зрители: 27 000 Судья: Эрнесто Филиппи Кавани (Уругвай) |
| Дельгадо 55' |           |           | Дефенсорес дель Чако, Асунсьон Зрители: 27 000 Судья: Эрнесто Филиппи Кавани (Уругвай) |

21 июля
| Аргентина | 0:0 (0:0) | Парагвай | Буэнос-Айрес Зрители: 30 000 Судья: Гастон Кастро (Чили) |